# Chiesa di San Pietro (Varese Ligure, Comuneglia)
La chiesa di San Pietro è un luogo di culto cattolico situato nella frazione di Comuneglia nel comune di Varese Ligure, in provincia della Spezia. L'edificio è sede dell'omonima parrocchia del vicariato dell'Alta Val di Vara della diocesi della Spezia-Sarzana-Brugnato.

## Storia e descrizione

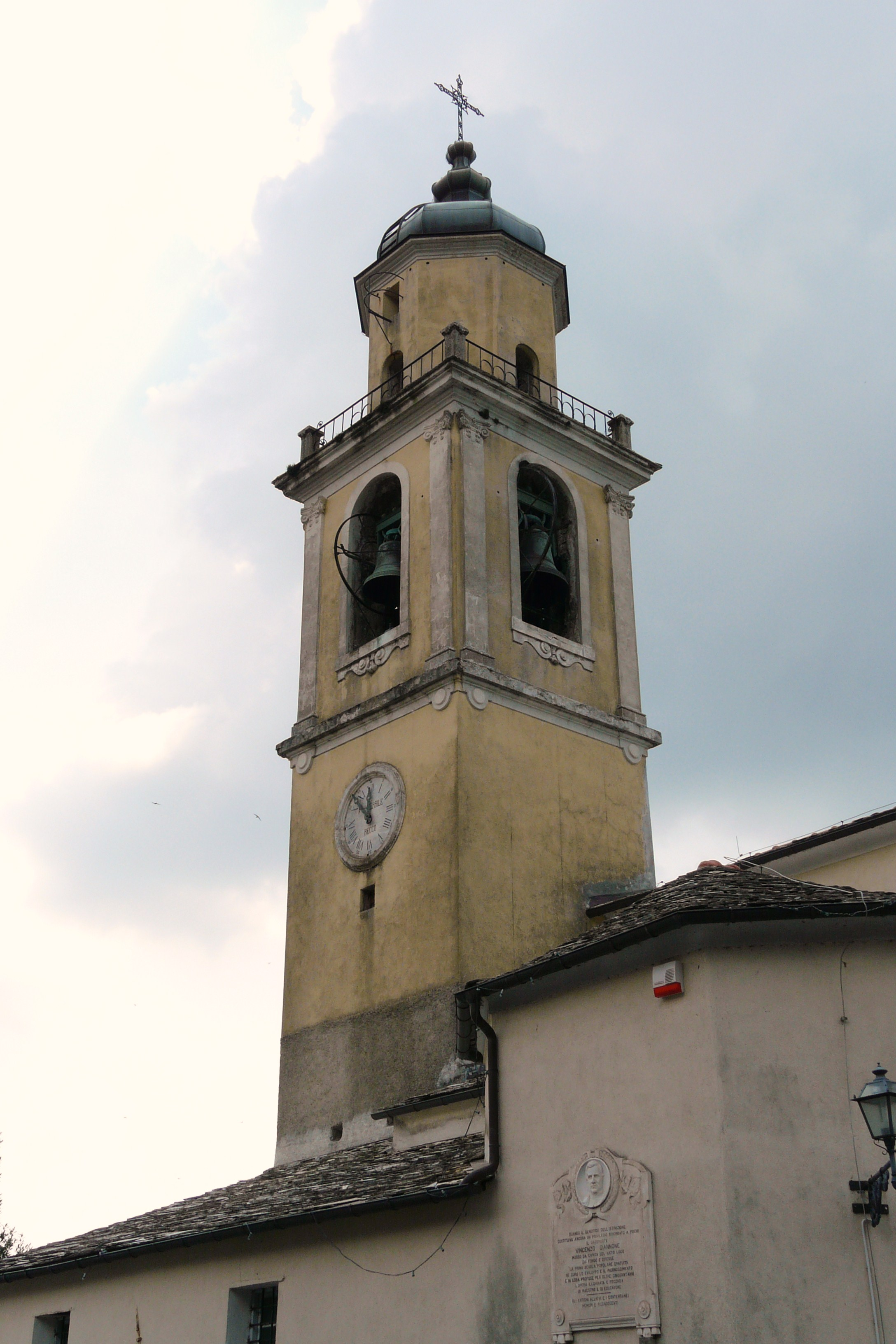
Il campanile

Le informazioni storiche circa la chiesa sono desunte principalmente dagli scritti di A. e M. Remondini (Parrocchie dell’Archidiocesi di Genova, Genova 1889), che utilmente riassume le fonti precedenti; seguono, in ordine di importanza, gli archivi parrocchiali; interessanti cenni provengono pure dall'opuscolo nº 2 del 1879 Memorie dei nostri monti, rinvenibile presso la parrocchia.
Secondo quest'ultimo, le prime notizie circa l'esistenza di un insediamento a nome "Cuminelia" risalgono ad un atto del 1031, che però non specifica l'esistenza di una parrocchia. Notizie non suffragate da documenti scritti indicano l'esistenza di edifici parrocchiali in siti diversi dall'attuale, e cioè in frazione Cadonica, oppure in località San Quirico, tra la frazione di Ghiggeri e Codivara. Quest'ultima ipotesi sembra confermata dal ritrovamento, nel secolo scorso, a seguito di lavori agricoli, di tracce di costruzioni in muratura.
Il Remondini segnala che i primi atti menzionanti una chiesa a Comuneglia si trovano nell'archivio capitolare di Genova, negli elenchi per le tasse del 1360 e del 1387; in quest'ultimo si cita per esteso: "ecclesia S. Petri de Comunelia". A quest'epoca la chiesa doveva essere ancora ad una navata.
Dall'antico archivio parrocchiale si hanno notizie circa gravi danni causati alla chiesa dall'invasione di Niccolò Piccinino avvenuta nel 1430 su ordine di Filippo Maria Visconti, duca di Milano.
Il Remondini riporta notizie di un grande restauro cominciato nel 1593 e protrattosi negli anni seguenti, durante il quale si ha la trasformazione della chiesa da una navata a tre navate, con cinque altari, su disegno di Tomaso da Pontori, eseguito dal chiavarese Lombardi.
Secondo il prevosto Eustachio Zerega, scrivente nel secolo scorso, tali lavori sono da datare all'anno 1644, che pare più probabile indicare come la data dell'ultimazione delle opere, che comportarono probabilmente la costruzione tramite onerose sostruzioni e sbancamenti, con il progressivo rimodellamento di tutta la porzione di versante sotto la chiesa.
Si cita qui di seguito la descrizione della chiesa così trasformata: "La chiesa divisa da due pilastri per lato nella totale larghezza è di metri 11, ai quali se voglionsi aggiungere le due cappelle laterali riesce a 15 metri; in lunghezza sarebbe di 21 metri, tra cioè 8 e mezzo il presbiterio e 12 e mezzo il corpo della chiesa". Sempre dagli archivi parrocchiali si hanno notizie di altri cambiamenti avvenuti tra il 1771 e il 1890 e qui di seguito riassunti:
1771: ampliamento dell'abside; due lapidi sul muro esterno dell'opera indicano la data di esecuzione e la profondità del muro di fondazione del coro, misurato in palmi 28 (circa 6 metri) sotto l'attuale quota di campagna; 1773: innalzamento della volta centrale; 1795: rifacimento del tetto della canonica e raccordo con il tetto della navata Sud; non essendo presenti negli annali successivi altri capitoli di spesa riguardo alle coperture, è lecito supporre che l'attuale struttura lignea del tetto sia databile proprio alla fine del XVIII secolo; 1866: dotazione dell'organo sul retro della facciata; 1868: pavimentazione in marmo della chiesa.
La facciata venne rifatta una prima volta nel 1821, e in essa vennero inserite otto statue rappresentanti la Beata Vergine, San Pietro e sei angeli: questi ultimi vennero recuperati dalla soppressa chiesa di San Francesco di Castelletto a Genova.
Nel 1890 poi, la chiesa venne prolungata e, di conseguenza, venne ricostruita ancora una volta la facciata e ampliato il tetto.
Nel dopoguerra la facciata venne rivestita in travertino e due dei sei angeli vennero collocati su due piedistalli posti sul piazzale della chiesa. A seguito di problemi di ristagno di acqua riscontrati tra facciata e rivestimento, nel 2003 quest'ultimo venne rimosso e si ripristinò la precedente facciata intonacata a calce. Lavori di restauro hanno interessato, tra il 1999 e il 2003, anche il rifacimento del tetto rustico in pietre a spacco e il ripristino delle facciate della canonica e dell'oratorio.
Attualmente la statua rappresentante San Pietro è stata rimossa dalla nicchia in facciata per essere conservata all'interno della chiesa. Analoga sorte è stata decisa per la Madonna col Bambino, statua in marmo bianco delle Apuane attribuita alla mano di Luca Cambiaso.
Gli altari sono stati realizzati tutti nel XVIII secolo e le relative cappelle ospitano statue lignee e pitture ad olio di pregio e di notevole valore artistico.